# Edward Blyth
Edward Blyth (Londen, 23 december 1810 – 27 december 1873) was een Britse zoöloog, apotheker en handelaar in specimens en levende dieren. Hij was een van de grondleggers van de zoölogie in India. Hij hield zich voornamelijk bezig met ornithologie.

## Biografie
Blyth werd geboren in Londen als zoon van een kleermaker. Hij probeerde aanvankelijk een carrière op te bouwen als apotheker, maar stopte hier in 1837 mee om zich te richten op een carrière als schrijver en redacteur. Hij kreeg in 1841 een baan aangeboden als conservator bij het museum van de Asiatic Society of Bengal in Calcutta, India. Voor dit museum maakte Blyth een catalogus over de Aziatische vogelsoorten die in het museum waren te zien. Hij mocht zelf niet veel veldwerk doen, maar kreeg zijn informatie voor de catalogus van Hume, Tickell, Swinhoe en anderen.
In 1854 trouwde Blyth en probeerde hij zijn lage salaris als conservator wat aan te vullen door onder een pseudoniem te gaan schrijven voor de Indian Sporting Review. Tevens regelde hij de handel van exotische dieren tussen India en rijke Britse verzamelaars. Hierdoor kwam hij in contact met onder anderen Charles Darwin en John Gould.
Op de IOC World Bird List staan 196 door Blyth beschreven vogels die anno 2013 als soort gelden.
In 1863 dwong zijn verslechterende gezondheid Blyth om zijn baan als conservator op te geven en terug naar Engeland te gaan en daar verder te gaan met zijn handel in specimens en levende dieren. Hij stierf in 1873 aan een hartziekte.

## Publicaties
- The natural history of the Cranes (1881)[3]